# گل برفی (سرده)
گل برفی (نام علمی: Galanthus) گیاهی است پیازدار، معمولاً با دو برگ قاعده‌ای، ساقه گل همراه با یک گل منفرد واژگون که پوشش محافظ غنچه گل آن به وسیله یک شیار از هم دریده و در پای گل باقی می‌ماند. قطعات آزاد گل پوش سفید رنگ و گل‌های زنگوله‌ای آن طوری هستند که قطعات داخلی خیلی کوتاه‌تر از قطعات خارجی بوده و به وسیله یکی یا دو لکه سبز مشخص هستند. میوه آنها کپسول با تعداد زیادی دانه است. این جنس در حدود ۲۱ گونه در اروپا و نواحی مدیترانه‌ای داشته و در ایران یک گونه از آن یافت می‌شود. چندین گونه از آن مخصوصاً گونهٔ گل برفی معمولی (نام علمی: Galanthus nivalis) به عنوان گیاهان پرورشی باغی محسوب می‌گردند.

## نگارخانه

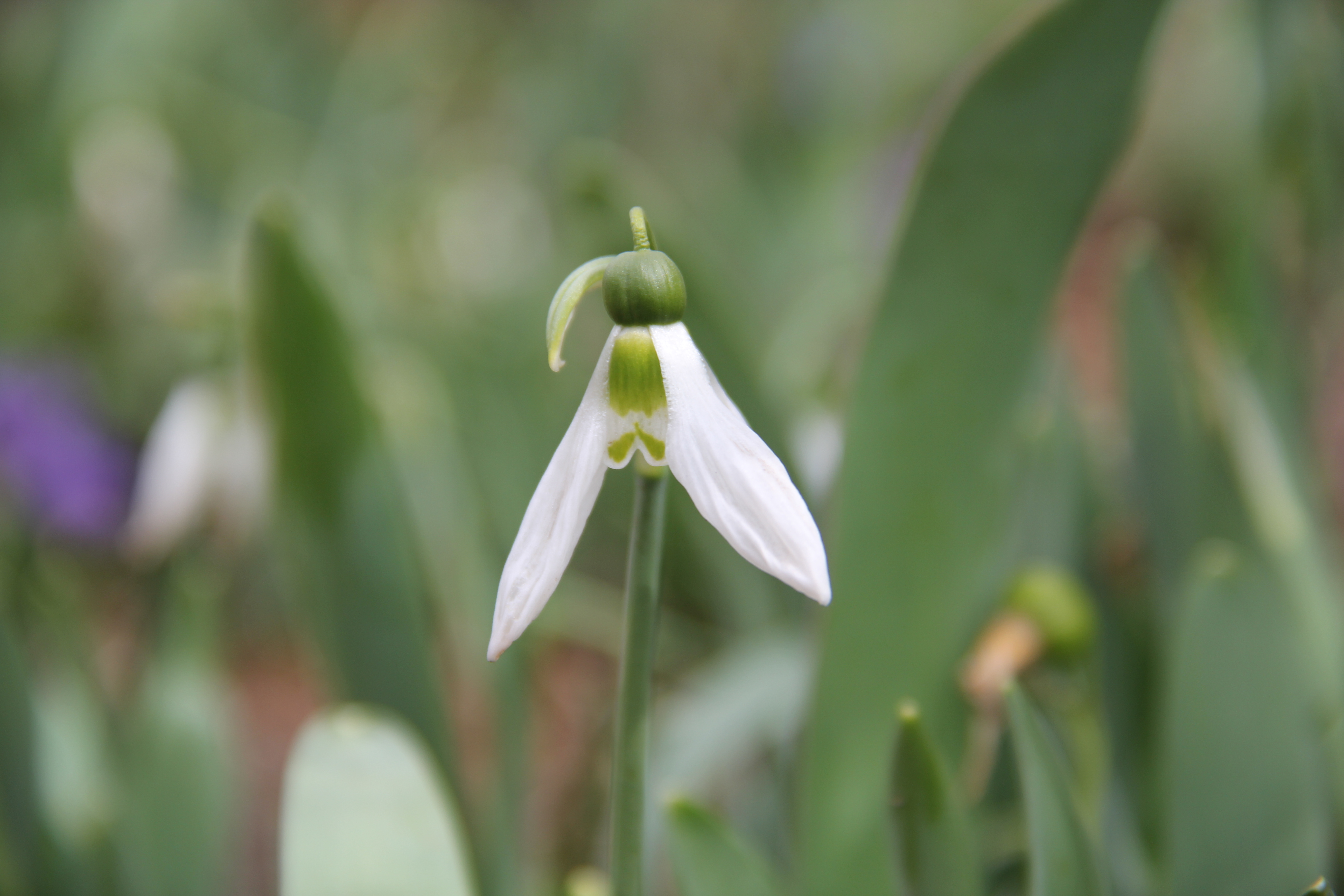
گل برف
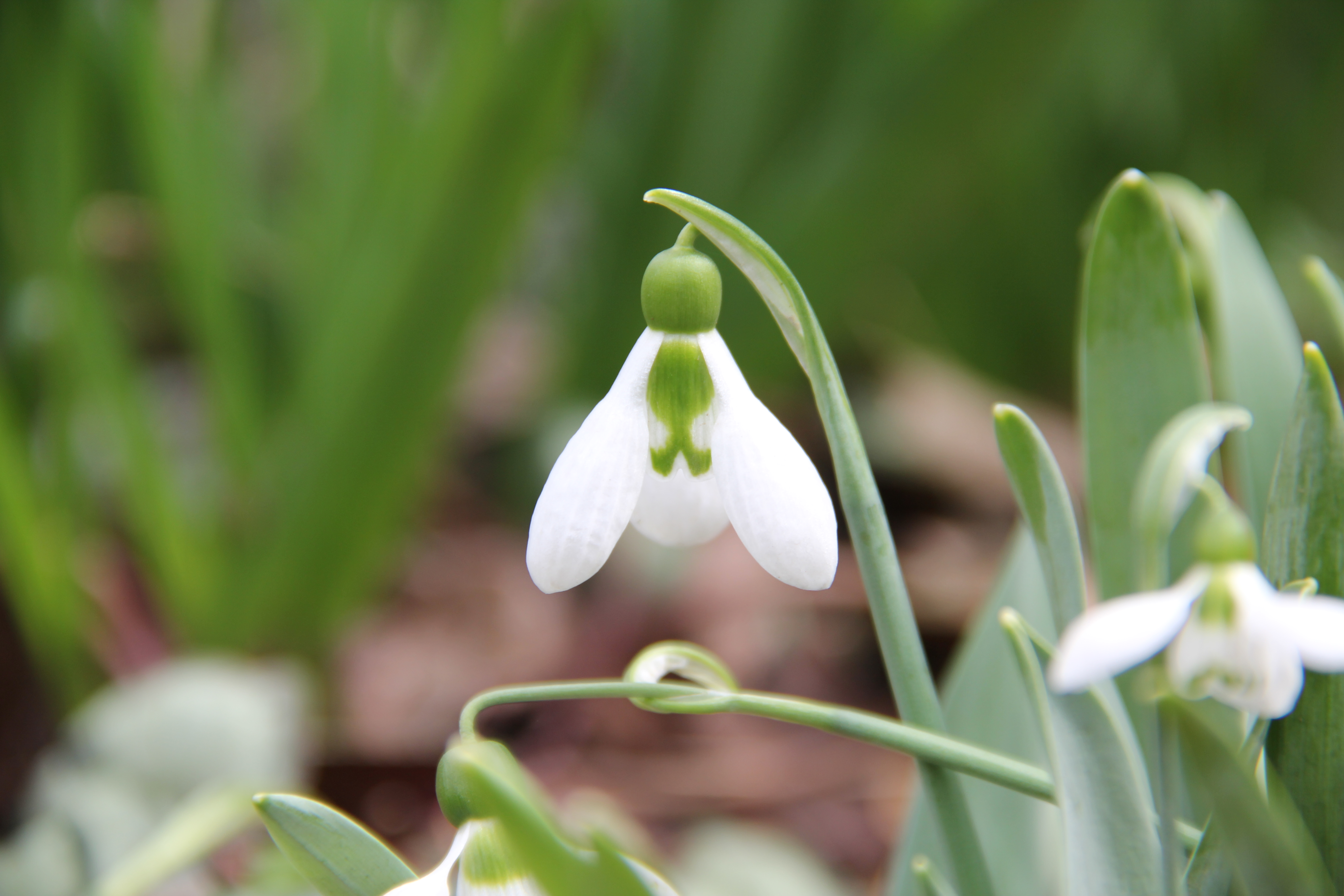
گل برف